# 1-й гвардейский мотоциклетный полк
1-й отдельный гвардейский мотоциклетный Днестровский Краснознамённый ордена Александра Невского полк — воинское подразделение Вооружённых сил СССР в Великой Отечественной войне.

## История
Приказом НКО СССР № 4 от 08.01.1942 г. 36-й отд. мотоциклетный полк был преобразован в 1-й отд. гв. мотоциклетный полк.
С 4 мая по 29 декабря 1942 г. — входил в состав 1-й самокатно-мотоциклетной бригады. С 1943 года входил в состав 5-й гвардейской танковой армии.

## Командиры полка
| Период          | Командир полка                                                  |
| --------------- | --------------------------------------------------------------- |
| с 08.01.1942 по | Докудовский Василий Андреевич, подполковник                     |
| по 29.11.1942   | Разгуляев Михаил Викторович, полковник (погиб 29.11.1942 — ОБД) |
| на 07.43        | Докудовский Василий Андреевич, подполковник                     |
| на 03.44        | Симань Пётр Михайлович, майор                                   |
| на 06.44        | Шпольберг Сергей Исаевич, гв. подполковник                      |
| на 10.44        | Иокимов, подполковник                                           |
| на 01.45        | Дьячук Ефим Карпович, подполковник                              |

## Герои Советского Союза
- Антоненко, Кузьма Прокопьевич, гвардии майор, заместитель командира полка.

## Награды и наименования
| Награда, наименование                | Дата       | За что награждена |
| ------------------------------------ | ---------- | --- |
| Орден Красного Знамени               | 3.05.1942  | награждён Указом Президиума Верховного Совета СССР за образцовое выполнение боевых заданий командования на фронте борьбы с немецкими захватчиками и проявленные при этом доблесть и мужество.                |
| Почётное наименование «Днестровский» | 08.04.1944 | присвоено приказом Верховного Главнокомандующего № 081 соединениям и частям, отличившимся при форсировании Днестра, взятии города и важного железнодорожного узла Бельцы и выходе на государственную границу |
| Орден Александра Невского            | 25.07.1944 | награждён Указом Президиума Верховного Совета СССР за образцовое выполнение заданий командования в боях с немецкими захватчиками, за овладение городом Вильнюс и проявленные при этом доблесть и мужество.   |